# Constantina, Sevilla
Constantina đô thị ở tỉnh Sevilla, Andalucía, Tây Ban Nha. Đô thị này có dân số 6757 người (năm 2006) và diện tích 483 km². Đô thị này có cự ly 87 km so với tỉnh lỵ Sevilla.